# Rick White

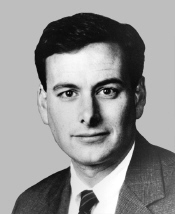
Rick White

Richard Alan „Rick“ White (* 6. November 1953 in Bloomington, Indiana) ist ein US-amerikanischer Politiker. Zwischen 1995 und 1999 vertrat er den Bundesstaat Washington im US-Repräsentantenhaus.

## Werdegang
Rick White studierte bis 1975 am Dartmouth College. Danach setzte er seine Ausbildung an der Sorbonne, der Universität der französischen Hauptstadt Paris, fort. Nach seiner Rückkehr in die Vereinigten Staaten studierte er an der Georgetown University in Washington, D.C. Jura. Danach wurde er bei dem Bundesrichter Charles Clark angestellt. Außerdem arbeitete er als privater Rechtsanwalt. White wurde Begründer des Literaturprogramms „Books for Kids“.
Politisch wurde White Mitglied der Republikanischen Partei. Zwischen 1986 und 1988 saß er im Gemeinderat von Queen Anne im Staat Washington. Bei den Kongresswahlen 1994 wurde er im ersten Wahlbezirk seines Staates in das US-Repräsentantenhaus in Washington D.C. gewählt, wo er am 3. Januar 1995 die Nachfolge von Maria Cantwell antrat. Nach einer Wiederwahl im Jahr 1996 konnte er bis zum 3. Januar 1999 zwei Legislaturperioden im Kongress absolvieren. Dort war er Mitglied im Energie- und Handelsausschuss. White unterstützte damals den Internet Protection Act. Er galt als konservativ und stimmte für die dann gescheiterte Amtsenthebung von Präsident Bill Clinton.
Bei den Wahlen von 1998 verlor Rick White gegen den Demokraten Jay Inslee. Nach seinem Ausscheiden aus dem Repräsentantenhaus war White bis 2005 Vorstandsvorsitzender der in Palo Alto (Kalifornien) ansässigen Firma TechNet.